# Bitwa pod Kijowem (895)
Bitwa pod Kijowem – starcie zbrojne, które miało miejsce ok. 885–895.
Pierwsza wzmianka o walkach węgiersko-ruskich pojawia się w dziele Gesta Hungarorum. Według zawartej w niej, prawdopodobnie będącej częściowo fikcją informacji siedmiu wodzów węgierskich (Ed, Edomen, Etu, Bonger, Ocsad, Vajta i Ketel) w sojuszu z księciem kijowskim Olegiem mieli sprzeciwić się Almosowi. Część kompozycji literackiej autorstwa Anonima węgierskiego zawiera jednak historyczne fakty, takie jak przemarsz Węgrów przez ziemie ruskie. W 885 r. władca węgierski Almos pojawia się z wyprawą łupieżczą nad Dunajem. Według Anonima, Almos wezwał Madziarów do walki przeciw niezliczonym szeregom Rusinów i Kumanów (Chazarów). Opis bitwy ogranicza się do zaledwie jednego zdania, po czym następuje bilans:
,,Wielu spośród Rusinów i Kumanów poległo. Wspomniani zaś wodzowie ruscy (autor nie wymienia ich z imienia) i kumańscy, widząc że mnóstwo ich żołnierzy poległo w bitwie, rzucili się do ucieczki i, ratując życie, dotarli w pośpiechu do miasta Kijowa. Książę Almos i jego wojownicy ścigali Rusinów w pośpiechu do miasta Kijowa, a żołnierze księcia ścinali ogolone głowy Kumanów jak świeże dynie,,...
Po zwycięstwie nad Rusinami pod Kijowem, Almos spustoszył ziemie ruskie. Następnie przyjął w swoje szeregi wojowników kumańskich, którzy wyrazili chęć przejścia na stronę księcia. Po opuszczeniu ziem ruskich, Madziarzy skierowali się do Panonii, natomiast kniaź Oleg rozpoczął umacnianie swojej władzy w Kijowie.